# Tandun Barat
Tandun Barat is een bestuurslaag in het regentschap Rokan Hulu van de provincie Riau, Indonesië. Tandun Barat telt 1920 inwoners (volkstelling 2010).